# Três Tristes Tigres
Três Tristes Tigres é uma banda musical portuguesa formada na década de 1990. A banda é mais conhecida pelo tema "O Mundo a Meus Pés".

## História
Desde 1987 que a ex-Ban Ana Deus trabalhava e colaborava com a poetisa Regina Guimarães na autoria de canções para teatro e vídeo.
Em 1992 foi definida a primeira formação do grupo, cujo nome foi inspirado no trava línguas “Três tigres tristes para três pratos de trigo. Três pratos de trigo para três tigres tristes”. Os primeiros concertos da banda tiveram lugar no bar bar Aniki-Bobó. O seu primeiro álbum - "Partes Sensíveis" - foi editado em 1993. A popularidade do tema "O Mundo A Meus Pés" levou a que as edições posteriores do disco tivessem na capa uma imagem de Ana Deus retirada do teledisco desse tema.
Paula Sousa saiu em dezembro de 1993. No mesmo ano, o grupo participou no disco de homenagem a António Variações com "Anjinho da Guarda". Alexandre Soares, que colaborara na gravação de "Anjinho da Guarda", entrou para o grupo. 
Começaram, entretanto, a preparar o segundo álbum de originais, "Guia Espiritual", lançado no início de 1996. O disco foi bastante aclamado e agraciado com o prémio Blitz para o Melhor Álbum Nacional do Ano e o projeto levou ainda o prémio de Melhor Grupo Nacional. "Zap Canal" foi um dos temas mais divulgados nas rádios nacionais. 
No final de 1998, foi editado o seu terceiro álbum, "Comum". Este álbum incluía o tema "Falta (forma)", com a participação de Manuela Azevedo dos Clã. A formação ao vivo passou a contar ainda com João Pedro Coimbra (bateria, percussão) e Pedro Moura (programações).
Em maio de 1999 foi apresentado em Lisboa e no Porto o espetáculo "Fera Consentida" baseado num texto de Maria Gabriela Llansol.
Nos dias 19 e 20 de fevereiro de 2000, estrou, no Auditório Carlos Alberto o espectáculo "KITCHnet" de Ana Deus, com textos de Regina Guimarães.
Em 2001 foi editada a compilação "Visita de Estudo" com temas de todos os álbuns, o tema "Anjinho da Guarda" e, como novidades, o tema "Coisas Azuis", concebido para o espetáculo "Ferida Consentida", uma nova versão de "Subida aos Céus" e uma remistura de J.P. Coimbra para "O Mundo A Meus Pés". Alexandre Soares foi o autor da banda sonora do filme "Ganhar a Vida" de João Canijo. No filme, pode ser ouvido o tema "Fome de Femme" dos Três Tristes Tigres.
Em 2006, foi editado o livro "As Letras como Poesia", pela Objecto Cardíaco, que incluía uma análise das Letras de Regina Guimarães para os Três Tristes Tigres, republicado em 2009 pela Afrontamento.
Em 2017, após 13 anos de inatividade, os Três Tristes Tigres regressaram aos palcos. No âmbito da revisitação do álbum “Guia Espiritual”, a banda deu um concerto na discoteca Lux, no dia 19 de maio.
Em 2020, a banda regressou aos palcos com Ana Deus e Alexandre Soares, lançando o albúm "Mínima Luz".
Em 2024, lançaram a música "Exodus", contando com a participação, na voz, da cantora e compositora A Garota Não. A banda participou a  24.ª edição do Festival Músicas do Mundo, em Sines.

## Elementos
- Ana Deus (1992-)
- Regina Guimarães (1992-)
- Paula Sousa (1992-1993)
- Alexandre Soares (1992-)

## Discografia
- Partes Sensíveis (CD, EMI, 1993)
- Guia Espiritual (CD, EMI, 1996)
- Comum (CD, EMI, 1998)
- Visita De Estudo (Compila, EMI, 2001)
- Mínima Luz (CD, 2020)